# Szymon Molenda
Szymon Bolesław Molenda, pseudonim „Konrad Hel” (ur. 18 lipca 1932 w Drawsku, zm. 12 czerwca 2003 w Kaliszu) – polski poeta, krytyk literacki, publicysta, regionalista, członek założyciel Kaliskiego Towarzystwa Przyjaciół Nauk (1987).
Został pochowany na cmentarzu w Opatówku.

## Odznaczenia i wyróżnienia
- Nagroda Ministra Kultury (1968);
- Odznaka „Zasłużony Działacz Kultury” (1978)
- Złoty Krzyż Zasługi (1982)
- Medal 40-lecia Polski Ludowej (1984)
- Tytuł Honorowy Obywatel Miasta Kalisza (1985)